# 岩國巴士
岩國巴士為由日本山口縣岩國市市政府100%出資成立的公共汽車營運公司，主要營運範圍即為岩國市轄區，並經營有往返廣島市的高速巴士；公司成立於2009年，資本額9,000萬日圓。
過去岩國市區的巴士原本由岩國市交通局所經營，2010年起由岩國巴士陸續承接其人員、設備及路線，開始投入營運，其社長皆由民間招募專業人士擔任。

## 外部連結
- （日語） 岩國巴士 （页面存档备份，存于）